# Washington Stecanela Cerqueira
Washington Stecanela Cerqueira mais conhecido como Washington ou pelo apelido Washington "Coração Valente" (Brasília,1 de abril de 1975), é um treinador e ex-futebolista brasileiro que atuava como centroavante. 
Enquanto jogador, foi descrito como um "centroavante clássico" e "um verdadeiro matador". Marcou 411 gols em uma carreira que durou 17 anos e pela qual escreveu seu nome na história do futebol nacional: é o sétimo maior goleador da história do Campeonato Brasileiro — o segundo desde que a fórmula dos pontos corridos foi adotada, em 2003. Foi, em 2004 e 2008, o principal artilheiro do campeonato nacional, e estabeleceu, em 2004, um recorde de gols marcados em uma única edição do torneio, com 34 gols marcados pelo Atlético Paranaense. Artilheiro da Copa do Brasil de 2001 e jogador que mais marcou gols no futebol brasileiro em 2004, seu principal título foi o Campeonato Brasileiro de 2010, pelo Fluminense, clube pelo qual se aposentou do futebol em 13 de janeiro de 2011, aos 35 anos.
Teve sua trajetória marcada pela superação de problemas de saúde que colocaram sua carreira e sua vida em risco. Em 1996, aos 21 anos, quando atuava pelo Caxias, foi diagnosticado como portador de diabetes. Em 2003, aos 27 anos, quando defendia o Fenerbahçe, um exame diagnosticou que uma de suas artérias estava praticamente obstruída e que Washington corria sério risco de sofrer um infarto. Submetido a cirurgias de cateterismo e angioplastia, foi aconselhado a abandonar o futebol. Ao invés disso, retornou para o Brasil e passou a treinar no Atlético-PR. Em 2004, pouco menos de um ano após a cirurgia cardíaca, entrou no Guinness Book ao quebrar o recorde de gols marcados em uma única edição do Campeonato Brasileiro, ao fazer 34 gols na edição daquele ano. Desde então, passou a comemorar seus gols batendo com a mão no peito, gesto que se tornou característico. A sua volta por cima lhe rendeu o apelido de Coração Valente.
Com passagens de destaque por Caxias, Ponte Preta, Atlético-PR, Fluminense e São Paulo, também teve uma sólida carreira no futebol japonês, onde, em três temporadas, defendeu Tokyo Verdy e Urawa Red Diamonds, marcou 64 gols em 85 jogos e conquistou cinco títulos. Também desfrutou de breve passagem pela Seleção Brasileira, onde atuou em nove partidas, marcou dois gols e disputou a Copa das Confederações de 2001.

## Carreira

### Início
Iniciou sua trajetória no futebol em 1989, quando ingressou nas categorias de base do Brasília, clube de sua cidade natal, aos 14 anos. Dois anos mais tarde, Washington mudou-se para o Rio Grande do Sul para defender o Juventude, mas optou pelo Caxias; naquele ano, marcou o gol do título do clube no estadual juvenil. Em 1993, participou da campanha do título de juniores. Naquele ano, Washington profissionalizou-se, aos 18 anos. Seu primeiro gol enquanto futebolista profissional foi marcado em 21 de agosto de 1994, em uma partida amistosa contra o Rosário de Pinto Bandeira, vencida pelo Caxias por 4–0.[carece de fontes?] Sem muitas chances, viria a marcar somente mais três gols pelo clube em 1994, todos pelo Campeonato Gaúcho.
Em 1995, aos 20 anos, ganhou mais oportunidades no time principal e marcou cinco gols no estadual daquele ano. Foi na Série C, porém, que o atacante deslanchou: Washington foi responsável por cinco dos 15 gols marcados pelo Caxias e terminou a competição como vice-artilheiro. No ano seguinte, sob o comando de Celso Roth, Washington marcou seis gols na Copa Daltro Menezes,[carece de fontes?] que reunia equipes do interior do Rio Grande do Sul; o Caxias foi o campeão da competição.
Em 1996, com 21 anos, sofreu uma lesão no tornozelo que o deixou afastado dos gramados por 40 dias. Nesse ínterim, Washington perdeu dez quilos, passou a sentir muita sede e a urinar bastante. O jogador consultou um médico e, após a realização de exames, descobriu que possuía diabetes tipo 1. Desde então, Washington passou a consultar-se periodicamente com um nutricionista e um endocrinologista, além de tomar, diariamente, altas doses de insulina e outros medicamentos.
O bom desempenho nas competições estaduais fez com que, em 1997, Washington, 22 anos, fosse contratado pelo Internacional. Seu primeiro gol pelo clube foi marcado em 8 de fevereiro, em um amistoso contra o Platense. Sem muitas chances no time principal, deixou sua marca também na goleada por 7–0 sobre o Guará, válida pela Copa do Brasil daquele ano, e marcou outros três gols no Campeonato Gaúcho, conquistado pelo Internacional. Após a passagem pelo Beira-Rio, foi contratado pelo Grêmio em 1998. Porém, uma série de lesões atrapalharam seu desempenho e, sem disputar um único jogo oficial pela equipe, Washington retornou para o Caxias.
No primeiro semestre de 1998, aos 23 anos, teve uma rápida passagem pela Ponte Preta, marcando sete gols na Série A2 do Campeonato Paulista. Sem agradar, retornou ao Caxias para a disputa da Série C, quando marcou 11 gols. Além da competição nacional, Washington também marcou quatro dos 11 gols da equipe na disputa da Copa Ênio Andrade, conquistada pelo Caxias. Iniciou a temporada de 1999 no Caxias e, em 4 de março, em partida válida pela Copa do Brasil, marcou dois gols sobre o Cruzeiro, virando a partida a favor da equipe gaúcha.
Aqueles foram os últimos gols de Washington pelo Caxias. O atacante transferiu-se para o Paraná e marcou seu primeiro gol pela equipe em 13 de maio, em uma goleada por 4–0 sobre o Batel, válida pelo Campeonato Paranaense. Marcou oito gols na competição estadual, três a menos que Cléber, artilheiro do certame, e ajudou o Paraná a chegar ao vice-campeonato. Ainda marcou mais dez gols na reta final do Campeonato Brasileiro, mas não impediu o rebaixamento da equipe paranaense.

### Ponte Preta
O bom desempenho com a camisa do Paraná fez com que a Ponte Preta — clube que já havia defendido em 1998, sem brilho — investisse um milhão de dólares em sua contratação. Foi apresentado oficialmente pela equipe de Campinas em 26 de julho de 2000. Pela Macaca, Washington, com 25 anos, encontrou os holofotes a nível nacional: no Campeonato Brasileiro de 2000 (denominado Copa João Havelange), o atacante marcou 16 gols. Foi em 2001 que sua carreira, definitivamente, deslanchou: no primeiro semestre, foi o artilheiro do Campeonato Paulista, com 14 gols marcados. Também foi o artilheiro da Copa do Brasil, com 12 gols, levando a Ponte Preta às semifinais da competição, feito inédito na história do clube.
A boa fase vivida na Macaca lhe rendeu sua primeira convocação para a Seleção Brasileira. Estreou com a amarelinha com 26 anos, em 25 de abril de 2001, em um empate em 1–1 contra o Peru, válido pelas Eliminatórias da Copa do Mundo de 2002. Washington foi convocado pelo técnico Emerson Leão para a Copa das Confederações de 2001 e, apesar de ter sido titular durante toda a competição, marcou somente um gol, na vitória por 2–0 sobre Camarões, em 31 de maio. No retorno à Ponte Preta, marcou 18 gols no Campeonato Brasileiro de 2001 e foi o vice-artilheiro da competição, com três gols a menos que Romário. A Ponte foi a sexta colocada no torneio.
O primeiro semestre de 2002 marcou as suas últimas partidas com a camisa da Ponte Preta. Washington marcou 13 dos 29 gols da Macaca no Torneio Rio-São Paulo e auxiliou sua equipe a alcançar a 11ª colocação. O gol marcado na vitória por 2–1 sobre o Palmeiras, em 14 de abril, foi o seu último pela equipe paulista, que vendeu o atacante por cinco milhões de dólares ao Fenerbahçe. Em suas duas passagens pela Ponte Preta, Washington marcou 83 gols em 106 partidas — foi o clube pelo qual o jogador mais balançou as redes.
| “ | Vivi os melhores momentos da minha vida aqui na Ponte Preta. Esta torcida é fantástica e nunca vou me esquecer dela. | ” |

### Fenerbahçe e lesão cardiovascular
O investimento de cinco milhões de dólares feito pelo Fenerbahçe para contratá-lo logo mostrou-se acertado: em sua primeira partida, um amistoso contra o Traunstein FC, da Áustria, disputado em 16 de julho de 2002, Washington marcou quatro gols na vitória por 16–1. Em 3 de agosto, em amistoso contra o Kizilyldiz, marcou mais três gols. Em 17 partidas oficiais pelo clube turco, o atacante marcou dez gols e já era um dos principais goleadores do país.
Em 27 de novembro, porém, Washington sentiu dores no peito e deu entrada em um hospital da Turquia por conta de um pré-infarto. Exames detectaram uma lesão na artéria esquerda de seu coração e o atacante foi prontamente submetido a um cateterismo e a uma angioplastia. Apesar de os procedimentos não impedirem que o atacante prosseguisse com sua carreira, o Fenerbahçe suspendeu o pagamento de seus salários, o que fez com que Washington passasse a buscar um novo clube no Brasil. O Palmeiras surgiu como um dos interessados, mas, em 6 de maio de 2003, o atacante acertou com o Atlético-PR para a disputa do Campeonato Brasileiro.
Dezenove dias após desembarcar em Curitiba, foi reprovado nos exames cardíacos, o que o impediu de assinar contrato com o Atlético-PR. Diante do cenário, Washington firmou um acordo com o Atlético no qual treinaria no clube durante seis meses, sem receber salários. Durante o período, seria submetido a uma série de exames e, após estar recuperado, assinaria contrato com o clube paranaense. Em 27 de novembro de 2003 — exatamente um ano após a operação de angioplastia na Turquia —, Washington já treinava normalmente com o time B do Atlético. Em dezembro daquele ano, novos exames comprovaram que o atacante estava liberado para a prática desportiva e, em 2 de janeiro de 2004, Washington foi oficializado como jogador do Atlético-PR.
Em três segundos ele me convenceu de que se recuperaria. Ele disse: 'Presidente, eu quebrei as duas pernas e disseram que eu não voltaria a jogar. Eu disse que ia e voltei. Depois eu tive diabetes e falaram a mesma coisa e eu voltei. Agora, o coração. Mas eu vou voltar a jogar'. Assim, com uma força de vontade dessas, não tem quem não acredite.— Mário Celso Petraglia, ex-presidente do Atlético-PR.

### Retorno aos gramados pelo Atlético-PR e recorde
Estreou pelo Atlético-PR em 8 de fevereiro de 2004 e demorou apenas 52 minutos para marcar seu primeiro gol após 14 meses parado. Washington marcou aos sete minutos do segundo tempo e abriu o caminho na vitória por 3–0 sobre o Paraná, seu ex-clube, em partida válida pelo Campeonato Paranaense. E não parou por aí: em 15 de fevereiro, marcou dois gols na vitória por 3–1 sobre o Iraty;; na semana seguinte, marcou outros dois na vitória por 4–0 sobre o Rio Branco-PR seis dias depois, marcou mais dois na vitória por 2–1 sobre o Roma Apucarana. Ao todo, foram dez gols marcados no Campeonato Paranaense, número que lhe rendeu o posto de vice-artilheiro da competição.
O melhor momento do atacante, porém, veio no Campeonato Brasileiro. Washington levou seis rodadas para marcar o seu primeiro gol na competição nacional, garantindo a vitória do Atlético sobre o Santos, em 15 de maio, na Arena da Baixada. Antes do início da partida, o atacante trocou camisas com Narciso, para celebrar a superação de graves problemas de saúde. A partir do gol marcado contra o Peixe, Washington iniciou uma caminhada que entraria para a história: o atacante marcou mais 33 gols e foi o artilheiro do campeonato, com 12 gols de vantagem sobre Alex Dias, vice-artilheiro. O Atlético foi o vice-campeão do certame. Os 34 gols marcados pelo atacante, então com 29 anos, no campeonato constituíram um novo recorde de gols marcados em uma única edição da competição.
O desempenho histórico no Campeonato Brasileiro rendeu ao jogador os seguintes prêmios: recebeu a Bola de Prata como melhor atacante da competição e a Chuteira de Ouro da Revista Placar pelo fato de ter sido o maior artilheiro do futebol brasileiro no ano — foram 44 gols, somando o Campeonato Paranaense e o Campeonato Brasileiro. Além disso, também foi eleito o melhor atacante do certame no Troféu Mesa Redonda e, por votação popular, Personalidade do Esporte pelo Jornal do Brasil, superando nomes como Ronaldinho Gaúcho, o atleta paraolímpico Clodoaldo Silva e o técnico de vôlei Bernardinho.

### Futebol japonês
Após o excelente ano de 2004, foi contratado pelo Tokyo Verdy, onde se apresentou em 26 de janeiro de 2005. Estreou pela equipe japonesa exatamente um mês depois, marcando dois gols no empate em 2–2 com o Yokohama Marinos, válido pela final da Supercopa do Japão. Após a vitória por 5–4 nos pênaltis, Washington conquistou o seu primeiro título no país — o único pela equipe de Tóquio. Washington viria a marcar mais 20 gols em outras 32 partidas pelo Verdy e, apesar de ter sido o vice-artilheiro da competição, não conseguiu evitar o rebaixamento do clube para a Segunda Divisão Japonesa. Os 22 gols marcados por Washington no campeonato representaram mais da metade de todos os 40 gols feitos pelo Verdy.
As boas exibições pelo Verdy lhe renderam uma transferência para o Urawa Red Diamonds, que terminara o último Campeonato Japonês na segunda colocação. Foi apresentado pelo Urawa em 1º de janeiro de 2006, quando o clube conquistou a Copa do Imperador com uma vitória por 2–1 sobre o Shimizu S-Pulse — Washington, porém, não participou do confronto. Em campo, seu primeiro título pela equipe veio no mês seguinte, em 25 de fevereiro, quando o Urawa venceu o Gamba Osaka por 3–1 e conquistou a Supercopa do Japão.
No Campeonato Japonês de 2006, comandou o Urawa na campanha do título nacional, marcando 26 dos 67 gols da equipe na competição e sagrando-se artilheiro do torneio — junto de seu compatriota Magno Alves, do Gamba Osaka. No campeonato nacional do ano seguinte, seu desempenho foi mais discreto: foram 16 gols marcados, com o Urawa terminando a competição na segunda colocação, com dois pontos a menos que o Kashima Antlers. Apesar de não ter marcado nenhum gol na Liga dos Campeões da AFC de 2007, conquistada pelo Urawa, Washington foi fundamental para que sua equipe conquistasse o terceiro lugar Mundial de Clubes da FIFA daquele ano: nas quartas-de-final, marcou um gol na vitória por 3–1 sobre o Sepahan; nas semifinais, o Urawa foi eliminado pelo Milan (que viria a ser campeão) e, na disputa pelo terceiro lugar, Washington foi o responsável pelos dois gols de sua equipe contra o Étoile du Sahel no empate em 2–2, além de ter iniciado a disputa de pênaltis, vencida pelo Urawa por 4–2. Ao todo, foram 64 gols marcados em 85 partidas disputadas em três temporadas no Japão.

### Retorno ao Brasil

#### Fluminense
Quatro dias após o encerramento do Mundial de Clubes, Washington, então com 32 anos, foi anunciado pelo então presidente do Fluminense, Roberto Horcades, como primeiro reforço da equipe carioca para a disputa da Copa Libertadores da América de 2008. Sua primeira partida pelo clube foi um amistoso contra a Desportiva Capixaba, vencido pelo Fluminense por 2–1; Washington marcou o primeiro gol do jogo, aos 43 minutos do primeiro tempo. Sua estreia em partidas oficiais ocorreu em 19 de janeiro, na vitória por 2–0 sobre o Cardoso Moreira, válida pela primeira rodada da Taça Guanabara; seu primeiro gol em jogos oficiais veio na quatro dias depois, na vitória por 3–2 sobre o Duque de Caxias. Washington foi o responsável por marcar o gol da virada tricolor, aos 27 minutos do segundo tempo.[carece de fontes?] O atacante viria a marcar mais oito gols na competição estadual, sagrando-se artilheiro do Fluminense no certame; a equipe tricolor foi a terceira na classificação geral.
Washington foi um dos principais nomes do Fluminense na campanha do vice-campeonato da Copa Libertadores da América de 2008. Foram seis gols marcados na competição continental. Na primeira fase, marcou um gol na vitória por 6–0 sobre o Arsenal de Sarandí, em 5 de março, e foi decisivo na vitória por 2–1 sobre o Libertad, em 19 de março, marcando ambos os gols do Fluminense, que venceu a partida de virada.

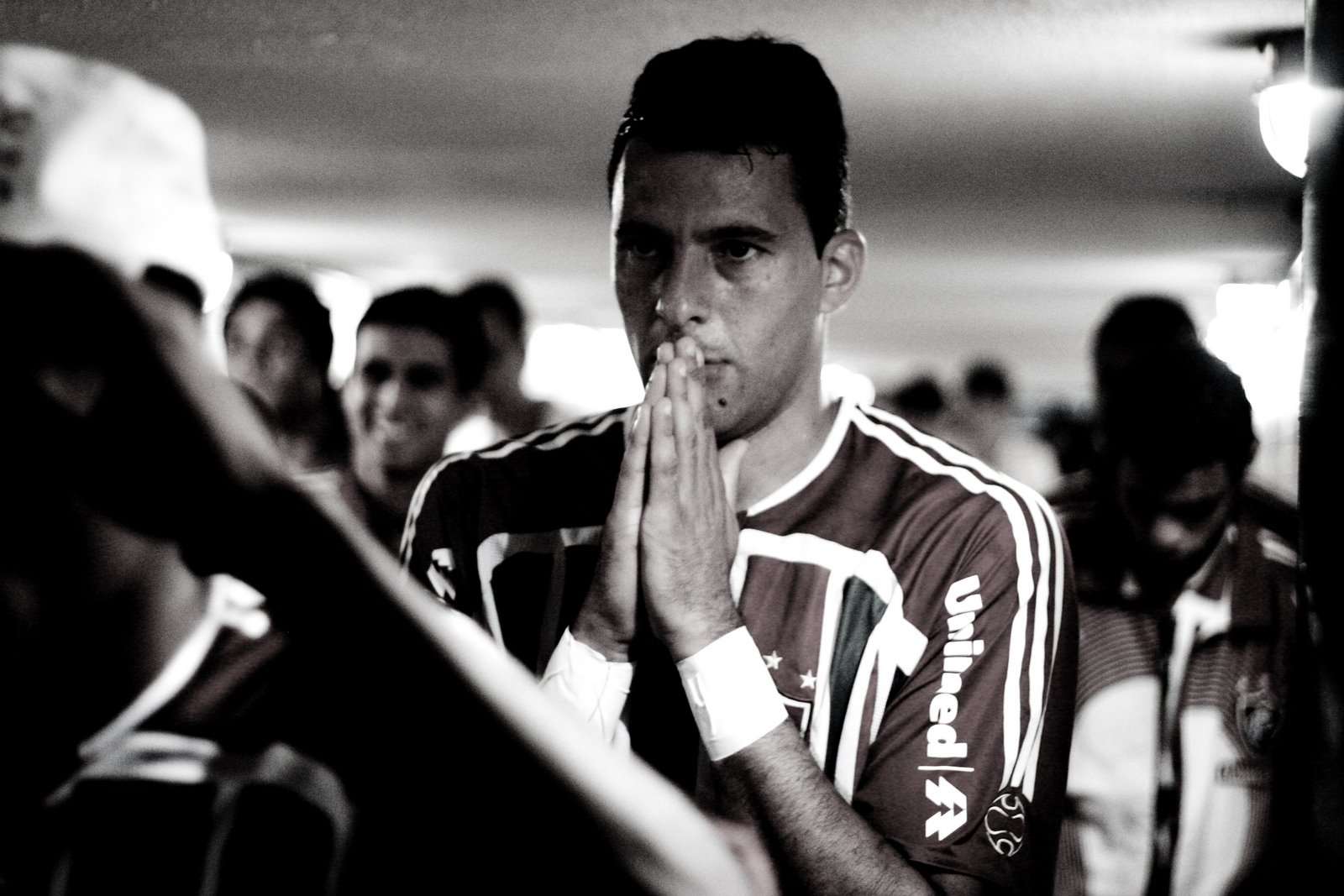
Washington momentos antes da final da Copa Libertadores de 2008.

Após um "jejum" de oito jogos sem marcar gols, voltou a balançar as redes em 21 de maio, nas quartas-de-final da competição, contra o São Paulo, em uma partida memorável. No confronto de ida, o São Paulo havia vencido o Fluminense por 1–0, no Morumbi. Na partida de volta, Washington encerrou seu jejum de gols aos 12 minutos de jogo, inaugurando o placar no Maracanã; Adriano empatou para a equipe paulista aos 25 minutos do segundo tempo e Dodô marcou para o Fluminense no minuto seguinte. O gol fora de casa garantia a classificação para o São Paulo; porém, aos 47 minutos do segundo tempo, Thiago Neves cobrou escanteio e Washington cabeceou no ângulo de Rogério Ceni, garantindo a classificação do Fluminense para as semifinais da competição.
Viria a ser decisivo também nas semifinais, contra o Boca Juniors. A partida de ida, disputada em La Bombonera, terminou empatada em 2–2. No confronto de volta, em 4 de junho, os argentinos abriram o placar com Martín Palermo, mas Washington empatou a partida aos 17 minutos do segundo tempo, com um gol de falta, e iniciou a reação do Fluminense, que venceu a partida por 3–1 e se classificou para as finais da Libertadores.
Nas finais da competição continental, porém, a sorte não sorriu para Washington. Na primeira partida, disputada em 25 de junho em Quito, a LDU Quito venceu o Fluminense por 4–2. No confronto de volta, em 2 de julho, a equipe carioca venceu os equatorianos por 3–1, no Maracanã, e levou a decisão para a disputa por pênaltis. O Fluminense, porém, desperdiçou três cobranças — Washington perdeu uma delas — e a LDU conquistou o título continental.
Concentrado na Libertadores, o técnico Renato Gaúcho poupou seus jogadores titulares nas rodadas iniciais do Campeonato Brasileiro. A equipe carioca acumulou resultados negativos e, após a eliminação na competição continental, sofreu com a saída de alguns jogadores do elenco, como Thiago Neves e Gabriel. Com isso, o Fluminense passou a lutar contra o rebaixamento. Washington teve um papel determinante na permanência da equipe tricolor na elite do futebol nacional: em três ocasiões, marcou três gols em uma única partida, contra São Paulo, Náutico e Atlético-PR; em outras três partidas, foi o responsável pelos gols da vitória.[carece de fontes?] Em 28 partidas disputadas na competição nacional, Washington marcou 21 gols e, pela segunda vez em sua carreira, sagrou-se artilheiro do Campeonato Brasileiro.

#### São Paulo

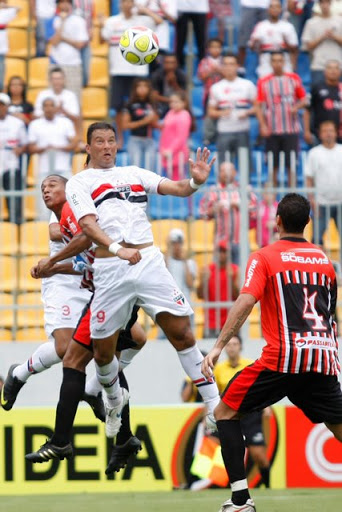
Washington em ação pelo São Paulo Futebol Clube em 2010.

Em 19 de dezembro de 2008, Washington foi confirmado como reforço do São Paulo (que havia conquistado o Campeonato Brasileiro) para a temporada de 2009. Estreou pelo então campeão brasileiro em 25 de janeiro de 2009, marcando os dois gols da equipe na vitória por 2–0 sobre a Portuguesa, no Estádio do Canindé, em partida válida pela segunda rodada do Campeonato Paulista. Washington viria a marcar mais dez gols pelo São Paulo na competição estadual (incluindo um hat-trick contra o Mirassol, em 12 de março), encerrando o torneio como o terceiro principal artilheiro, com quatro gols a menos que Pedrão, principal goleador do certame. Além dos 12 gols no Campeonato Paulista, marcou três gols em sete partidas disputadas na Copa Libertadores da América.
Apesar dos 15 gols marcados em 24 partidas no primeiro semestre, nunca assumiu completamente a titularidade do ataque do São Paulo, revezando com Borges na posição de centroavante ao lado de Dagoberto. Apesar disso, Washington atuou em 33 partidas do Campeonato Brasileiro e marcou 17 gols, incluindo um hat-trick contra o Sport, em 6 de dezembro, marca que lhe rendeu o posto de terceiro principal artilheiro da competição, com dois gols a menos que Diego Tardelli e Adriano. O São Paulo, que vinha de três títulos consecutivos, foi o terceiro colocado no torneio nacional.
Os 32 gols marcados em 56 partidas durante a temporada de 2009 tornaram Washington o maior artilheiro do São Paulo desde a saída de Luís Fabiano da equipe, em 2004. A boa média de gols (0,57 por partida) fez com que, em 9 de dezembro, a diretoria são-paulina renovasse seu contrato por mais um ano. Washington iniciou a temporada de 2010 como titular do São Paulo, disputando 14 das 21 partidas do clube no Campeonato Paulista, mas apresentou um rendimento discreto, marcando apenas seis gols na competição estadual. Na Libertadores, atuou em nove partidas (seis como titular) e anotou cinco gols; o São Paulo foi eliminado pelo Internacional nas semifinais.[carece de fontes?]

#### Retorno ao Fluminense e título brasileiro
Perdeu espaço no grupo do São Paulo com as chegadas de Fernandão e Ricardo Oliveira. No Campeonato Brasileiro, disputou apenas seis partidas em dois meses, marcando apenas dois gols. Em 27 de julho, sem espaço no Morumbi, o atacante rescindiu seu contrato com o São Paulo e acertou o seu retorno ao Fluminense, clube pelo qual havia sido vice-campeão da Copa Libertadores da América de 2008. Washington foi apresentado pelo Fluminense no dia seguinte e reestreou pelo clube carioca no dia 31 de julho, marcando dois gols na vitória por 3–1 sobre o Atlético-PR, pela 12ª rodada do Campeonato Brasileiro. O resultado colocou a equipe tricolor na liderança da competição nacional. Substituindo o capitão Fred, que estava lesionado, Washington formou dupla de ataque com Emerson e conduziu o Fluminense às primeiras colocações do Brasileirão, marcando gols contra Internacional, Goiás, Ceará, Atlético Goianiense e Corinthians.
O gol marcado na derrota para o Corinthians, em 15 de setembro, foi o último de Washington. O atacante viria a disputar mais 15 partidas pelo Fluminense naquele Campeonato Brasileiro, 13 delas como titular, sem balançar as redes. O atacante, porém, foi fundamental na conquista do título brasileiro pelo clube carioca, em 5 de dezembro, contra o Guarani, no Engenhão: após cruzamento de Carlinhos, Washington desviou a bola de cabeça e Emerson marcou o gol que garantiu o tricampeonato nacional para o Fluminense.

### Aposentadoria
Após o título brasileiro, reapresentou-se ao Fluminense para a pré-temporada de 2011, em Mangaratiba e, aos 35 anos, iniciou negociações para renovar seu contrato, que havia expirado em 31 de dezembro. Entretanto, doze dias se passaram e, mesmo após o jogador ter sido aprovado nos exames médicos de rotina, seu novo contrato não fora assinado e as especulações acerca do futuro de Washington no Fluminense — e no futebol — cresceram.
No dia seguinte, em coletiva de imprensa, Washington confirmou que estava se aposentando do futebol.
Quero comunicar a vocês todos que estou deixando o futebol. Estava me preparando para jogar esse ano ainda. Mas conversei com o Celso [Barros, presidente da Unimed], o Alcides [Antunes, vice-presidente de futebol do Fluminense], e pensei muito. Foi um momento difícil demais. Mas é preciso ter humildade e hombridade. O que dei para o futebol e o futebol para mim não vai se apagar. Realizei meu sonho.— Washington, em seu discurso de aposentadoria.
O atacante negou que estivesse deixando o esporte por conta dos problemas de saúde, afirmando que a decisão fora tomada por conta de sua família: "Queria deixar claro que não deixo o futebol por problema de saúde. Fiz os exames em dezembro e todos mostraram que eu estava liberado para jogar. isso não me impediu. A decisão foi minha. Pensei assim: 'está bom'. Não vai ser um ano que fará diferença. Tenhos outros projetos para o futuro", declarou.
Tendo disputado 83 partidas e marcado 45 gols com a camisa do Fluminense, Washington foi homenageado pelo clube carioca em 20 de janeiro, no intervalo da partida contra o Bangu, válida pelo Campeonato Carioca. O jogador recebeu uma placa e uma camisa comemorativa das mãos do presidente Peter Siemsen e foi muito aplaudido pelos torcedores presentes no Engenhão.

## Seleção Brasileira
Washington teve uma curta carreira na Seleção Brasileira. Em 2001, quando defendia a Ponte Preta e colecionou duas artilharias a nível nacional, o atacante foi convocado para a partida contra o Peru, em 25 de abril, válida pelas Eliminatórias da Copa do Mundo de 2002. Washington entrou em campo aos 35 minutos do 2º tempo, substituindo o volante Vampeta; a partida terminou empatada em 1–1.
Seu primeiro gol pela seleção nacional ocorreu em 26 de maio do mesmo ano, em uma partida amistosa contra o Verdy Tokyo. O Brasil venceu a partida por 2–0 e Washington foi o responsável por abrir o placar, aos seis minutos do segundo tempo. Entretanto, pelo de ter envolvido um clube, o amistoso não é contabilizado como oficial pela FIFA e pelas entidades de estatística.
Foi convocado pelo técnico Emerson Leão para a disputa da Copa das Confederações de 2001. Washington foi titular durante toda a campanha do Brasil na competição, mas marcou somente um gol, o primeiro da vitória por 2–0 sobre Camarões, na primeira rodada do certame. O Brasil marcou somente três gols durante toda a competição e foi o quarto colocado, sendo eliminado para a França nas semifinais e derrotado pela Austrália na disputa pelo terceiro lugar.
Em 31 de janeiro de 2002, já sob o comando de Luiz Felipe Scolari, saiu do banco, substituindo Luizão, e marcou um gol na vitória por 6–0 sobre a Bolívia, em amistoso disputado no Serra Dourada.[carece de fontes?] Uma semana depois, esteve em campo na vitória por 1–0 sobre a Arábia Saudita, em novo amistoso, mas não marcou gols — o que se repetiu em 7 de março, na goleada por 7–0 sobre a Islândia.[carece de fontes?] As constantes convocações fizeram com que o atacante alimentasse a expectativa de ser convocado para a Copa do Mundo de 2002. A convocação, entretanto, não veio, de modo que o amistoso contra a Islândia foi a sua última partida pela Seleção Brasileira.

## Problemas de saúde
Durante sua trajetória futebolística, Washington conviveu com problemas de saúde que chegaram a comprometer o seu futuro no esporte e, inclusive, apresentaram riscos à sua vida. O primeiro problema foi diagnosticado em setembro de 1996. À época, o jogador tinha 21 anos e defendia o Caxias quando sofreu uma lesão no tornozelo que o afastou dos gramados por 40 dias. Nesse ínterim, perdeu 10 quilos, passou a sentir muita sede e a urinar mais do que o normal. Após uma série de exames, o jogador foi diagnosticado como portador de diabetes tipo 1. A doença fez com que o jogador passasse a se submeter a uma dieta controlada e a duas doses diárias de insulina.
Com constante acompanhamento médico, prosseguiu com sua carreira. Em 2002, seis anos após o diagnóstico de diabetes, Washington tinha 27 anos e defendia o Fenerbahçe quando, durante treinamentos, passou a sentir ardência no peito. "Treinei dois dias sentindo uma queimação no peito. Sábado jogamos, fiz gol, mas a queimação continuava. Domingo descansamos; no treino de segunda ela voltou e na terça apareceu uma dor no braço", relatou o atacante. Washington realizou uma série de testes ergométricos que mostraram anomalias no batimento cardíaco e, imediatamente, o jogador foi submetido a uma cirurgia de angioplastia para desobstruir uma de suas artérias coronárias, que estava praticamente entupida de colesterol.
A cirurgia consistiu na implantação de um stent — uma minúscula válvula de aço cirúrgico — na artéria, para dilatá-la, fazendo o sangue voltar a circular. O fato de o atacante ter entrado em campo sentindo as dores no peito representou um risco à sua vida. Nas palavras do cardiologista argentino Constantino Costantini: "Ele correu um grande risco. Estava prestes a ter uma parada do músculo cardíaco". Em outras palavras, Washington estava à beira de sofrer um infarto.
Desligou-se do Fenerbahçe e retornou para o Brasil, onde, em 2003, acertou com o Atlético-PR, mas exames médicos realizados antes da assinatura com o clube detectaram indícios de reobstrução da artéria. Washington foi submetido a nova intervenção cirúrgica, onde dois novos stents foram implantados, esses revestidos de rapamicina, substância que age contra a reobstrução das artérias.
Com a diabetes e as cirurgias cardíacas, durante sua carreira Washington teve de se submeter, anualmente, a exames específicos, distintos dos aplicados aos demais atletas, que comprovassem a sua aptidão para a prática futebolística. Além, o atacante era obrigado a informar constantemente às confederações de futebol e comissões antidoping sobre suas medicações.

## Recordes e prêmios
Incluindo jogos amistosos, partidas não-oficiais e de campeonatos locais, Washington marcou 411 gols em 17 anos de trajetória futebolística, juntando-se a nomes como Romário, Zico, Roberto Dinamite e Pelé em uma seleta lista de futebolistas que marcaram mais de 400 gols na carreira.
Em Campeonatos Brasileiros, disputou 201 partidas e marcou 126 gols, número que lhe rende a média de 0,62 gol por jogo — mais de um gol a cada dois jogos. Esse número torna Washington o sétimo maior artilheiro da história da competição (desde a primeira edição, em 1971) e o segundo maior goleador do certame desde 2003, ano em que a fórmula dos pontos corridos foi adotada.
Colecionou seis artilharias em sua carreira. Em 2001, pela Ponte Preta, foi o maior goleador do Campeonato Paulista, com 16 gols marcados, e da Copa do Brasil, com 12 gols. Foi, também, duas vezes artilheiro do Campeonato Brasileiro: em 2004, quando marcou 34 gols pelo Atlético-PR — e estabeleceu um novo recorde de gols marcados em uma única edição da competição — e em 2008, com os 21 gols feitos pelo Fluminense.[carece de fontes?] No exterior, foi artilheiro do Campeonato Japonês de 2006, com 26 gols marcados pelo Urawa Red Diamonds, e da Copa do Mundo de Clubes da FIFA de 2007, com três gols.
O atacante também apresentou marcas notáveis de gols em outras ocasiões. Foi vice artilheiro da Série C de 1995, com cinco gols marcados pelo Caxias; vice artilheiro do Campeonato Brasileiro de 2001, com 18 gols marcados pela Ponte Preta; terceiro principal artilheiro do Torneio Rio-São Paulo de 2002, com 13 gols marcados pela Macaca; vice artilheiro do Campeonato Paranaense de 2004, com dez gols marcados pelo Atlético-PR; vice artilheiro do Campeonato Japonês de 2005, com 22 gols marcados pelo Tokyo Verdy; terceiro principal artilheiro do Campeonato Carioca de 2008, com nove gols marcados pelo Fluminense; e terceiro principal artilheiro do Campeonato Brasileiro de 2009, com 17 gols marcados pelo São Paulo.
Conquistou, em três ocasiões, a Bola de Prata da Placar. Em 2004, recebeu o prêmio como Melhor Atacante e como artilheiro do Campeonato Brasileiro; em 2008, também recebeu o prêmio como artilheiro.[carece de fontes?] Conquistou, também, a Chuteira de Ouro, prêmio entregue ao maior goleador do Brasil em uma temporada, pelos 44 gols marcados pelo Atlético-PR em 2004,[carece de fontes?] ano em que foi eleito Melhor Jogador do Campeonato Brasileiro na primeira edição do Troféu Mesa Redonda, da TV Gazeta. Foi, também, incluído na Seleção do Campeonato Japonês de 2006 e na Seleção do Campeonato Paulista de 2009.
Em 2004, ano que marcou o seu retorno ao futebol após passar por uma cirurgia cardíaca, foi eleito Personalidade Esportiva do Ano em votação popular organizada pelo Jornal do Brasil.

## Vida pós-aposentadoria
Após "pendurar as chuteiras", Washington retornou para Caxias do Sul, cidade onde iniciou sua carreira futebolística, para investir no ramo da construção civil. Ademais, também iniciou sua carreira na política: eleito vereador mais votado em Caxias do Sul nas eleição municipal de 2012, pelo PDT. Inicia em 2013 seu mandato.
No dia 27 de abril de 2013, Washington foi convidado por Bebeto, para jogar na equipe dele, contra a do Amigos de Ronaldo, sendo que o Coração Valente era o reserva de Romário, que ausentou-se do jogo, Washington entrou em seu lugar, e após um cruzamento de Bebeto cabeceou a bola e acabou no fundo das redes, marcando o primeiro gol na abertura após a reforma do Estádio do Maracanã.
Depois de fazer alguns cursos na CBF e alguns estágios, Washington tornou-se técnico do Vitória da Conquista em 2017, permanecendo até o ano seguinte. Em abril de 2018, foi anunciado pelo Itabaiana.
Em 07 de novembro de 2018 assumiu, na vaga de suplemente, o cargo de deputado federal no lugar de Onyx Lorenzoni, permanecendo, por pouco tempo, até 2019 quando saiu para assumir função no governo federal.
Em 12 de abril de 2019 foi nomeado, oficialmente, como Secretário Nacional de Esporte, Educação, Lazer e Inclusão Social da Secretaria Especial do Esporte do Ministério da Cidadania, ficando no cargo até 27 de novembro do mesmo ano.
A saída do "Coração Valente" da Secretaria Nacional de Esporte deu-se por aceitar o convite da CBF para assumir o comando da então Diretoria de Desenvolvimento do Futebol Brasileiro do órgão. Com menos de três meses no cargo, a CBF decidiu demitir Washington, em 6 de fevereiro de 2020, após seu envolvimento em polêmica no jogo de futebol entre os times Caxias do Sul-RS e Botafogo-RJ ocorrido no dia anterior, no Estádio Centenário, pela Copa do Brasil.

## Comentarista do SBT
Washington foi contratado como comentarista do SBT em Julho de 2021, substituindo o ex-zagueiro Edmilson que após a final da Copa América 2021 saiu do SBT para tratar com maior prioridade a vida de dirigente de clubes. Ainda na transmissão do pré-jogo da final do continental de seleções Sul-Americanas , o SBT anunciou oficialmente a chegada do Coração Valente a equipe titular de transmissões da emissora do Grupo Silvio Santos, ao lado de Téo José, Mauro Betting e Nadine Basttos ele utiliza do seu reconhecimento como artilheiro consagrado, simpatia e admiração de torcedores dos clubes que atuou, como também dos que nem chegou a atuar em quanto profissional para os comentários frente a audiência do canal. Na sua nova casa, ele terá a possibilidade de transmitir os eventos da Conmebol e UEFA que são de direito do SBT na TV Aberta Brasileira.
A sua estreia no SBT ocorreu na partida da Copa Libertadores da América de 2021, mais precisamente na noite de 13 de Julho de 2021, na transmissão de São Paulo 1-1 Racing Club no Estádio do Morumbi, a partida teve sucesso de audiência e entre a avaliação do público a transmissão ficou durante os seus 90 minutos nos TTs do Twitter.
O Coração Valente também já teve uma passagem anterior como comentarista esportivo da TV Atalaia, a Record do estado do Sergipe onde mora, na oportunidade ele acrescentou as transmissões com seus comentários em jogos do Campeonato Sergipano .

## Estatísticas

### Campeonatos Brasileiros
Abaixo estão os números que tornaram Washington um dos maiores artilheiros da história do Campeonato Brasileiro.
| Clube        | Edição    | Jogos¹ | Gols¹ | Nota                                                                  |
| ------------ | --------- | ------ | ----- | --------------------------------------------------------------------- |
| Paraná Clube | 1999      | 20     | 10    |                                                                       |
| Ponte Preta  | 2000      | 25     | 16    |                                                                       |
| Ponte Preta  | 2001      | 25     | 18    | Foi vice-artilheiro da competição.                                    |
| Atlético-PR  | 2004      | 38     | 34    | Maior artilheiro de uma única edição do Campeonato Brasileiro.        |
| Fluminense   | 2008      | 28     | 21    | Foi um dos artilheiros da competição.                                 |
| São Paulo    | 2009      | 33     | 17    | Ultrapassou a marca de 100 gols em Campeonatos Brasileiros.           |
| São Paulo    | 2010      | 6      | 2     | Trocou de clube durante o ano.                                        |
| Fluminense   | 2010      | 26     | 8     | Trocou de clube durante o ano.                                        |
| Total        | 7 edições | 201    | 126   | 7° maior artilheiro da história do Campeonato Brasileiro, desde 1971. |

¹Contabiliza-se apenas jogos e gols pelo Campeonato Brasileiro da Série A.

### Seleção Brasileira
As tabelas abaixo resumem as partidas e gols de Washington pela Seleção Brasileira de Futebol. Clique em expandir para ver a lista completa de jogos.
| Ano   | Jogos | Gols |
| ----- | ----- | ---- |
| 2001  | 6     | 2    |
| 2002  | 3     | 1    |
| Total | 9     | 3    |

|  |                      |
|  | Amistoso não-oficial |

## Títulos
Caxias
- Copa Daltro Menezes: 1996

Internacional
- Campeonato Gaúcho: 1997

Tokyo Verdy
- Supercopa do Japão: 2005

Urawa Red Diamonds
- Supercopa do Japão: 2006
- Copa do Imperador: 2006
- Campeonato Japonês: 2006
- Liga dos Campeões da AFC: 2007

Fluminense
- Campeonato Brasileiro: 2010

### Artilharias
- Campeonato Paulista: 2001 (16 gols)[32]
- Copa do Brasil: 2001 (12 gols)[14]
- Campeonato Brasileiro: 2004 (34 gols) e 2008 (21 gols)[carece de fontes?]
- Campeonato Japonês: 2006 (26 gols)
- Copa do Mundo de Clubes da FIFA: 2007 (3 gols)[126]

### Prêmios individuais
- Bola de Prata: 2004 (como melhor atacante e artilheiro), 2008 (como artilheiro)
- Chuteira de Ouro da Revista Placar: 2004
- Troféu Mesa Redonda - Melhor Jogador do Brasileirão: 2004[127]
- Personalidade do ano pelo Jornal do Brasil: 2004[52]
- Seleção do Campeonato Japonês: 2006[128]
- Prêmio Craque do Brasileirão - Troféu Rei do Gol: 2008[143]
- Seleção do Campeonato Paulista: 2009[129]